# Laila Brenden
Laila Brenden, född 1956, är en norsk författare. Hon har skrivit bland annat Hannah-serien och Fjällrosor-serien, och många faktaböcker för barn. 